# Bechem United Football Club
Maillots
Actualités
Bechem United FC est un club ghanéen de football basé à Bechem.

## Histoire
Le Bechem United FC est fondé en 1966 à Bechem (en), dans la région ghanéenne de Brong-Ahafo. Pendant la saison 2011-2012, le club voit notamment passer dans ses rangs Peter Ofori-Quaye, longtemps plus jeune buteur de l'histoire de la Ligue des champions de l'UEFA avec l'Olympiakos Le Pirée en 1997. En 2016, cinquante après sa création, le BUFC remporte son premier titre officiel : la Coupe du Ghana. Le club compte notamment dans ses supporters le politicien ghanéen et ministre de l'eau Hanna Bissiw.

## Anciens joueurs
- Peter Ofori-Quaye

## Palmarès
- Coupe du Ghana :
  - Vainqueur en 2016